# Bouligney
Bouligney é uma comuna francesa na região administrativa de Borgonha-Franco-Condado, no departamento de Alto Sona. Estende-se por uma área de 14,2 km². Em 2010 a comuna tinha 416 habitantes (densidade: 29,3 hab./km²).